# Olympische Sommerspiele 2012/Teilnehmer (Saudi-Arabien)
| Gelbes Symbol für Goldmedaillen mit stilisierten Olympischen Ringen | Graues Symbol für Silbermedaillen mit stilisierten Olympischen Ringen | Braundes Symbol für Bronzemedaillen mit stilisierten Olympischen Ringen |
| ------------------------------------------------------------------- | --------------------------------------------------------------------- | ----------------------------------------------------------------------- |
| —                                                                   | —                                                                     | 1                                                                       |

Saudi-Arabien nahm in London an den Olympischen Spielen 2012 teil. Es war die insgesamt zehnte Teilnahme an Olympischen Sommerspielen. Das Saudi-Arabische Olympische Komitee nominierte 19 Athleten in fünf Sportarten. Darunter waren erstmals zwei weibliche Teilnehmerinnen, die allerdings beide nicht in Saudi-Arabien leben und beide nur über Einladungen des IOC und nicht über eine direkte Qualifikation teilnahmeberechtigt waren.

## Teilnehmer nach Sportarten

### Gewichtheben
| Athleten         | Wettbewerb       | Reißen  | Reißen | Stoßen  | Stoßen | Zweikampf | Zweikampf | Rang |
| Athleten         | Wettbewerb       | Gewicht | Rang   | Gewicht | Rang   | Gewicht   | Rang      | Rang |
| ---------------- | ---------------- | ------- | ------ | ------- | ------ | --------- | --------- | ---- |
| Männer           |                  |         |        |         |        |           |           |      |
| Abbas al-Qaisoum | Klasse bis 94 kg | 155 kg  | 15     | 180 kg  | 17     | 335 kg    | 15        | 15   |

### Judo
| Athleten          | Wettbewerb        | 1. Runde  | 1. Runde | Achtelfinale  | Achtelfinale  | Viertelfinale | Viertelfinale | Hoffnungsrunde Halbfinale | Hoffnungsrunde Halbfinale | Halbfinale    | Halbfinale    | Hoffnungsrunde Finale | Hoffnungsrunde Finale | Finale        | Finale        | Rang |
| Athleten          | Wettbewerb        | Gegner    | Ergebnis | Gegner        | Ergebnis      | Gegner        | Ergebnis      | Gegner                    | Ergebnis                  | Gegner        | Ergebnis      | Gegner                | Ergebnis              | Gegner        | Ergebnis      | Rang |
| ----------------- | ----------------- | --------- | -------- | ------------- | ------------- | ------------- | ------------- | ------------------------- | ------------------------- | ------------- | ------------- | --------------------- | --------------------- | ------------- | ------------- | ---- |
| Frauen            |                   |           |          |               |               |               |               |                           |                           |               |               |                       |                       |               |               |      |
| Wojdan Shaherkani | Klasse über 78 kg | M. Mojica | 000-100  | ausgeschieden | ausgeschieden | ausgeschieden | ausgeschieden | ausgeschieden             | ausgeschieden             | ausgeschieden | ausgeschieden | ausgeschieden         | ausgeschieden         | ausgeschieden | ausgeschieden |      |
| Männer            |                   |           |          |               |               |               |               |                           |                           |               |               |                       |                       |               |               |      |
| Eisa Majrashi     | Klasse bis 60 kg  | Freilos   | Freilos  | R. Lall       | 100 - 000     | F. Kitadai    | 000 - 020     | ausgeschieden             | ausgeschieden             | ausgeschieden | ausgeschieden | ausgeschieden         | ausgeschieden         | ausgeschieden | ausgeschieden |      |

### Leichtathletik
Laufen und Gehen
| Athleten           | Wettbewerb       | Vorlauf          | Vorlauf          | Halbfinale       | Halbfinale       | Finale           | Finale           | Rang             |
| Athleten           | Wettbewerb       | Zeit             | Rang             | Zeit             | Rang             | Zeit             | Rang             | Rang             |
| ------------------ | ---------------- | ---------------- | ---------------- | ---------------- | ---------------- | ---------------- | ---------------- | ---------------- |
| Frauen             |                  |                  |                  |                  |                  |                  |                  |                  |
| Sarah Attar        | 800 m            | 2:44,97          | 37               | ausgeschieden    | ausgeschieden    | ausgeschieden    | ausgeschieden    | 37               |
| Männer             |                  |                  |                  |                  |                  |                  |                  |                  |
| Youssef Masrahi    | 400 m            | 45,43 s          | 13               | 45,91 s          | 21               | ausgeschieden    | ausgeschieden    | 21               |
| Abdulaziz Mohammed | 800 m            | 1:46,09 min      | 11               | 1:48,98 min      | 23               | ausgeschieden    | ausgeschieden    | 23               |
| Emad Hamed Nour    | 1500 m           | 3:42,95 min      | 34               | ausgeschieden    | ausgeschieden    | ausgeschieden    | ausgeschieden    | 34               |
| Mohammed Shaween   | 1500 m           | 3:39,42 min      | 12               | 3:43,39 min      | 20               | ausgeschieden    | ausgeschieden    | 20               |
| Hussain al-Hamdah  | 5000 m           | 14:00,43 min     | 39               | –                | –                | ausgeschieden    | ausgeschieden    | 39               |
| Abdullah al-Joud   | 5000 m           | 14:11,12 min     | 40               | –                | –                | ausgeschieden    | ausgeschieden    | 40               |
| Mukhlid al-Otaibi  | 5000 m           | 13:31,47 min     | 23               | –                | –                | ausgeschieden    | ausgeschieden    | 23               |
| Mukhlid al-Otaibi  | 10.000 m         | –                | –                | –                | –                | 28:07,25 min     | 17               | 17               |
| Ahmed al-Muwallad  | 110 m Hürden     | nicht angetreten | nicht angetreten | nicht angetreten | nicht angetreten | nicht angetreten | nicht angetreten | nicht angetreten |
| Ali al-Amri        | 3000 m Hindernis | 8:26,22 min      | 17               | –                | –                | ausgeschieden    | ausgeschieden    | 17               |

Springen und Werfen
| Athleten                  | Wettbewerb   | Qualifikation | Qualifikation | Finale        | Finale        | Rang |
| Athleten                  | Wettbewerb   | Weite/Höhe    | Rang          | Weite/Höhe    | Rang          | Rang |
| ------------------------- | ------------ | ------------- | ------------- | ------------- | ------------- | ---- |
| Männer                    |              |               |               |               |               |      |
| Sultan Mubarak al-Dawoodi | Diskuswerfen | 59,54 m       | 33            | ausgeschieden | ausgeschieden | 33   |

### Reiten
| Athleten                                                                 | Wettbewerb | Fehlerpunkte | Rang   |
| ------------------------------------------------------------------------ | ---------- | ------------ | ------ |
| Springen                                                                 |            |              |        |
| Ramzy al-Duhami                                                          | Einzel     | 12           | 29     |
| Abdullah Al Saud                                                         | Einzel     | 9            | 26     |
| Kamal Bahamdan                                                           | Einzel     | 2            | 4      |
| Abdullah asch-Scharbatly                                                 | Einzel     | 10           | 51     |
| Ramzy al-Duhami Abdullah Al Saud Kamal Bahamdan Abdullah asch-Scharbatly | Mannschaft | 14           | Bronze |

### Schießen
| Athleten        | Wettbewerb | Qualifikation | Qualifikation | Finale        | Finale        | Ringe | Rang |
| Athleten        | Wettbewerb | Ringe         | Rang          | Ringe         | Rang          | Ringe | Rang |
| --------------- | ---------- | ------------- | ------------- | ------------- | ------------- | ----- | ---- |
| Männer          |            |               |               |               |               |       |      |
| Majed al-Tamimi | Skeet      | 111           | 29            | ausgeschieden | ausgeschieden | 111   | 29   |